# Júnior Morais
Iraneuton Sousa Morais Júnior (São Luís, Maranhão, Brasil, 22 de julio de 1986), más conocido como Júnior Morais, es un futbolista brasileño. Juega de defensa y milita en el F. C. Metaloglobus de la Liga I.

## Clubes
| Club               | País     | Año       |
| ------------------ | -------- | --------- |
| São Cristóvão      | Brasil   | 2006-2009 |
| S. C. Freamunde    | Portugal | 2009-2010 |
| Astra Giurgiu      | Rumania  | 2011-2017 |
| FCSB               | Rumania  | 2017-2019 |
| Gaziantep F. K.    | Turquía  | 2019-2021 |
| Rapid de Bucarest  | Rumania  | 2021-2023 |
| Gaziantep F. K.    | Turquía  | 2023-2024 |
| F. C. Metaloglobus | Rumania  | 2024-     |

## Vida personal
En septiembre de 2017 obtuvo la ciudadanía rumana, convirtiéndose en elegible para representar a la selección de fútbol de Rumanía.[cita requerida]

## Palmarés

### Títulos nacionales
| Título               | Club          | País    | Año     |
| -------------------- | ------------- | ------- | ------- |
| Copa de Rumania      | Astra Giurgiu | Rumania | 2013-14 |
| Supercopa de Rumania | Astra Giurgiu | Rumania | 2014    |
| Liga I               | Astra Giurgiu | Rumania | 2015-16 |
| Supercopa de Rumania | Astra Giurgiu | Rumania | 2016    |